# U 160 (U-Boot, 1941)
U 160 war ein deutsches U-Boot vom Typ IX C, das im Zweiten Weltkrieg von der deutschen Kriegsmarine eingesetzt wurde.

## Technik und Geschichte
U 160 war ein Tauchboot für ozeanische Verwendung. Es war ein U-Boot vom Zweihüllentyp und hatte eine Wasserverdrängung von 1.120 t über und 1.232 t unter Wasser. Es hatte eine Länge von 76,76 m, eine Breite von 6,76 m und einen Tiefgang von 4,70 m. Mit den 2 × 2.200 PS leistenden MAN-Neunzylinder-Viertakt-Dieselmotoren M 9 V 40/46 mit Aufladung konnte eine Höchstgeschwindigkeit von 18,3 Knoten über Wasser erreicht werden. Bei 10 Knoten Fahrt konnten 12.000 Seemeilen zurückgelegt werden. Die zwei je 500 PS starken SSM-Doppel-E-Maschinen GU 345/34 wurden von 62 × 62 Akku-Zellen AFA Typ 44 MAL 740 W gespeist. Es konnte eine Höchstgeschwindigkeit von 7,3 Knoten unter Wasser erreicht werden. Bei 4 Knoten Fahrt konnte unter Wasser eine Strecke von 64 Seemeilen zurückgelegt werden. Aus vier Bug- und zwei Hecktorpedorohren konnten 22 Torpedos oder bis zu 44 TMA- oder 66 TMB-Minen ausgestoßen werden. Die Tauchtiefe betrug 100–200 m, die Schnelltauchzeit 35 Sekunden. Es war mit einem 10,5-cm-Utof-L/45-Geschütz mit 180 Schuss, einer 3,7-cm-Fla-Waffe mit 2.625 Schuss sowie einer 2-cm-Fla-Waffe mit 4.250 Schuss bewaffnet. Ab 1943/44 erfolgte bei diesem Bootstyp der Ausbau der 10,5-cm-Kanone und der Einbau von vier 2-cm-Zwillings-Fla-Geschützen mit 8.500 Schuss. Die Besatzungsstärke konnte aus vier Offizieren und 44 Mannschaften bestehen. Die Kosten für den Bau betrugen 6.448.000 Reichsmark.
Der Auftrag für das Boot wurde am 23. Dezember 1939 an die AG Weser in Bremen vergeben. Die Kiellegung erfolgte am 21. November 1940, der Stapellauf am 12. Juli 1941, die Indienststellung unter Oberleutnant zur See Georg Lassen fand schließlich am 16. Oktober 1941 statt.

## Einsatz und Geschichte
U 160 gehörte vom 16. Oktober 1941 bis zum 28. Februar 1942 als Ausbildungsboot der 4. U-Flottille in Stettin und vom 1. März 1942 bis zu seiner Versenkung am 14. Juli 1943 als Frontboot der 10. U-Flottille in Lorient an. Entsprechend trug das Boot das Flottillenzeichen der 10. U-Flottille am Turm, ein stilisiertes U-Boot vor einem schwarzen Balkenkreuz. Das Flottillenzeichen war von Flottillenchef Günter Kuhnke entworfen worden und wurde von 20 U-Booten am Turm geführt.
U 160 absolvierte fünf Unternehmungen, auf denen 26 Schiffe mit 156.079 BRT versenkt und fünf Schiffe mit 34.419 BRT beschädigt wurden. U 160 wurde am 14. Juli 1943 im Mittelatlantik durch US-amerikanische Trägerflugzeuge versenkt. Es gab keine Überlebenden.
Am 14. Dezember 1941 kamen bei einem Brand in Danzig auf dem Wohnschiff Lofjord sieben Besatzungsmitglieder ums Leben, einer wurde schwer verletzt.

### Erste Unternehmung
Das Boot lief am 1. März 1942 um 14:00 Uhr von Helgoland aus. U 160 operierte im Westatlantik, der USA-Ostküste, Kap Hatteras, Cape Lookout und vor Norfolk.
- Am 27. März 1942 wurde im Westatlantik der panamaische Dampfer Equipoise (Lage) mit 6.210 BRT durch einen Torpedo versenkt. Er hatte 8.000 t Manganerz geladen und befand sich auf dem Weg von Rio de Janeiro nach Baltimore. Es gab 40 Tote und zwei Überlebende.
- Am 29. März 1942 wurde im Mittelatlantik 40 sm östlich von Kap Hatteras das US-amerikanische Motorschiff City of New York (Lage) mit 8.272 BRT durch zwei Torpedos versenkt. Es hatte 47 Passagiere sowie 6.612 t Erz, Wolle, Häute sowie Asbest an Bord und befand sich auf dem Weg von Kapstadt über Port of Spain nach New York. Es gab 26 Tote (drei Passagiere) und 118 Überlebende (44 Passagiere). Das Schiff war mit einer 4-Zoll-Kanone, vier .50-cal- und vier .30-cal-Maschinengewehren bewaffnet.
- Am 1. April 1942 wurde im Westatlantik 60 sm östlich von Kap Hatteras der britische Dampfer Rio Blanco (Lage) mit 4.086 BRT durch zwei Torpedos (ein Fehlschuss) versenkt. Er hatte 6.440 t Eisenerz geladen und befand sich auf dem Weg von Saint Thomas über Hampton Roads nach Großbritannien. Es gab 19 Tote und 21 Überlebende.
- Am 6. April 1942 wurde im Westatlantik der US-amerikanische Tanker Bidwell mit 6.837 BRT durch einen Torpedo beschädigt. Er hatte Erdölprodukte geladen und befand sich auf dem Weg von Corpus Christi nach Philadelphia. Ein Besatzungsmitglied starb bei dem Angriff, die anderen 32 überlebten.
- Am 9. April 1942 wurde im Westatlantik 40 sm von Kap Hatteras der US-amerikanische Dampfer Malchace (Lage) mit 3.516 BRT durch drei Torpedos (ein Fehlschuss) versenkt. Er hatte 6.628 t Pottasche geladen und befand sich auf dem Weg von Baton Rouge nach Hopewell. Es gab einen Toten und 28 Überlebende.
- Am 11. April 1942 wurde im Westatlantik 45 sm südlich von Kap Hatteras der britische Dampfer Ulysses (Lage) mit 14.499 BRT durch drei Torpedos versenkt. Er hatte 95 Passagiere, 9.544 t Stückgut inklusive 4.000 t Roheisen an Bord und befand sich auf dem Weg von Sydney über den Panamakanal und Halifax nach Liverpool. Es gab keine Verluste, 290 Überlebende (95 Passagiere).

Nach 58 Tagen auf See hatte U 160 8.720,8 sm zurückgelegt und lief am 28. April 1942 um 11:15 Uhr wieder in Lorient ein. Es hatte auf dieser Unternehmung fünf Schiffe mit 36.731 BRT versenkt und ein Schiff mit 6.837 BRT beschädigt.

### Zweite Unternehmung
Das Boot lief am 20. Juni 1942 um 20:30 Uhr von Lorient aus. U 160 operierte im Westatlantik, der Karibik sowie südwestlich von Trinidad.
- Am 16. Juli 1942 wurde in der Karibik der panamaische Dampfer Beaconlight (Lage) mit 6.926 BRT durch zwei Torpedos versenkt. Er fuhr in Ballast und war auf dem Weg von der Tafelbucht nach Trinidad. Es gab einen Toten und 40 Überlebende.
- Am 18. Juli 1942 wurde in der Karibik der panamaische Dampfer Carmona (Lage) mit 5.496 BRT durch vier Torpedos versenkt. Er hatte 7.238 t Leinsamen geladen und befand sich auf dem Weg von Rosario und Buenos Aires nach Trinidad und Edgewater. Es gab vier Tote und 31 Überlebende.
- Am 27. Juli 1942 wurde in der Karibik bei Grand Matelot Point (Trinidad) der britische Tanker Donovania mit 8.149 BRT durch vier Torpedos (zwei Fehlschüsse) versenkt. Er fuhr in Ballast und war auf dem Weg von Lagos nach Trinidad. Es gab fünf Tote und 45 Überlebende.
- Am 25. Juli 1942 wurde im Mittelatlantik der niederländische Dampfer Telamon mit 2.078 BRT durch einen Torpedo versenkt. Er hatte 2.400 t Bauxit sowie 36 t Holz geladen und befand sich auf dem Weg von Demerara nach Trinidad. Es gab 23 Tote und elf Überlebende.
- Am 29. Juli 1942 wurde im Mittelatlantik nordwestlich Georgetown der kanadische Dampfer Prescodoc (Lage) mit 1.938 BRT durch einen Torpedo versenkt. Er fuhr in Ballast und war auf dem Weg von Demerara nach Trinidad. Es gab 15 Tote und 6 Überlebende.
- Am 2. August 1942 wurde im Mittelatlantik 200 sm östlich von Trinidad der britische Dampfer Treminnard (Lage) mit 4.694 BRT durch zwei Torpedos versenkt. Er fuhr in Ballast und war auf dem Weg von Alexandria über Durban nach Trinidad. Es gab keine Verluste, 38 Überlebende.
- Am 4. August 1942 wurde im Mittelatlantik der norwegische Tanker Havsten (Lage) mit 6.161 BRT durch zwei Torpedos (ein Fehlschuss) und 20 Schuss Artillerie beschädigt. Er fuhr in Ballast und war auf dem Weg von Freetown nach Trinidad. Es gab zwei Tote und 33 Überlebende.

Nach 65 Tagen auf See hatte U 160 9.904 sm zurückgelegt und lief am 24. August 1942 um 13:30 Uhr wieder in Lorient ein. Es hatte auf dieser Unternehmung sechs Schiffe mit 29.281 BRT versenkt und ein Schiff mit 6.161 BRT beschädigt.

### Dritte Unternehmung
Das Boot lief am 23. September 1942 um 18:00 Uhr von Lorient aus. U 160 operierte abermals im Westatlantik, der Karibik und Trinidad.
- Am 16. Oktober 1942 wurde in der Karibik der US-amerikanische Dampfer Winona mit 6.197 BRT durch einen Torpedo beschädigt. Er hatte 8.000 t Kohle geladen und befand sich auf dem Weg von New York nach Rio de Janeiro. Es gab keinen Toten und 56 Überlebende. Das Schiff gehörte zum Konvoi T-19 mit 16 Schiffen.
- Am 16. Oktober 1942 wurde in der Karibik 50 sm ostnordöstlich von Trinidad der britische Dampfer Castle Habour (Lage) mit 730 BRT durch einen Torpedo versenkt. Er fuhr in Ballast und war auf dem Weg von Trinidad nach Pernambuco. Es gab neun Tote und 14 Überlebende. Das Schiff gehörte zum Konvoi T-19 mit 16 Schiffen.
- Am 3. November 1942 wurde in der Karibik bei der Insel Grenada der kanadische Dampfer Chr. J. Kampmann (Lage) mit 2.260 BRT durch zwei Torpedos versenkt. Er hatte Zucker sowie Rum geladen und befand sich auf dem Weg von Demerara über Trinidad nach New York. Es gab 19 Tote und acht Überlebende. Das Schiff gehörte zum Konvoi TAG-18 mit 25 Schiffen.
- Am 3. November 1942 wurde in der Karibik bei der Insel Grenada der britische Dampfer Gypsum Empress (Lage) mit 4.034 BRT durch einen Torpedo versenkt. Er hatte 6.200 t Bauxit geladen und befand sich auf dem Weg von Demerara über Trinidad nach New York. Es gab keine Verluste, 40 Überlebende. Das Schiff gehörte zum Konvoi TAG-18 mit 25 Schiffen.
- Am 3. November 1942 wurde in der Karibik der panamaische Tanker Leda (Lage) mit 8.546 BRT durch einen Torpedo versenkt. Er hatte Dieselöl geladen und befand sich auf dem Weg von Carapito über Trinidad und Guantanamo Bay nach New York. Es gab keine Verluste, 48 Überlebende. Das Schiff gehörte zum Konvoi TAG-18 mit 25 Schiffen.
- Am 3. November 1942 wurde in der Karibik der britische Tanker Thorshavet (Lage) mit 11.015 BRT durch einen Torpedo versenkt. Er hatte 15.000 t Heizöl geladen und befand sich auf dem Weg von Trinidad über New York nach Großbritannien. Es gab drei Tote und 43 Überlebende. Das Schiff gehörte zum Konvoi TAG-18 mit 25 Schiffen.
- Am 6. November 1942 wurde in der Karibik 8 sm nördlich von Galera Point (Trinidad) der britische Dampfer Arica (Lage) mit 5.431 BRT durch zwei Torpedos versenkt. Er hatte 7.000 t Stückgut sowie Post geladen und befand sich auf dem Weg von London über Trinidad nach Demerara. Es gab zwölf Tote und 55 Überlebende. Das Schiff gehörte zum Konvoi T-24 mit acht Schiffen.
- Am 11. November 1942 wurde im Mittelatlantik 90 sm nordwestlich von Georgetown (Guyana) der britische Dampfer City of Ripon (Lage) mit 6.368 BRT durch drei Torpedos versenkt. Er fuhr in Ballast und war auf dem Weg von Port Said über Kapstadt und Trinidad nach New York. Es gab 56 Tote und 22 Überlebende.
- Am 21. November 1942 wurde im Mittelatlantik das niederländische Motorschiff Bintang (Lage) mit 6.481 BRT durch zwei Torpedos versenkt. Es hatte 8.000 t Tee, Erdnüsse sowie Roheisen geladen und befand sich auf dem Weg von Kalkutta über die Tafelbucht, die Saldanha Bay und Trinidad nach Großbritannien. Es gab 22 Tote und 51 Überlebende.

Nach 77 Tagen auf See hatte U 160 11.627,7 sm zurückgelegt und lief am 9. Dezember 1942 um 10.40 Uhr wieder in Lorient ein. Es hatte auf dieser Unternehmung acht Schiffe mit 44.865 BRT versenkt und ein Schiff mit 6.197 BRT beschädigt.

### Vierte Unternehmung
Das Boot lief am 6. Januar 1943 um 16:30 Uhr von Lorient aus. U 160 operierte im Südatlantik, vor Südafrika und im Indischen Ozean.
Am 4. Februar 1943 wurde U 160 von U 459 mit Brennstoff versorgt und lief weiter ins vorgesehene Operationsgebiet.
- Am 8. Februar 1943 wurde im Südatlantik der US-amerikanische Dampfer Roger B. Taney(Lage) mit 7.191 BRT durch drei Torpedo und Artilleriebeschuss versenkt. Er fuhr in Ballast und war auf dem Weg von Suez über die Saldanha Bay und Bahia nach Pernabuco. Es gab drei Tote und 25 Überlebende. Das Schiff war mit einer 4-Zoll- und einer 3-Zoll-Kanone, vier .50-cal- und zwei .30-cal-Maschinengewehren bewaffnet.
- Am 3. März 1943 wurde im Indischen Ozean der US-amerikanische Dampfer Harvey W. Scott (Lage) mit 7.176 BRT durch einen Torpedo versenkt. Er hatte 8.200 t Kriegsmaterial inklusive Sprengstoff sowie Benzin geladen und befand sich auf dem Weg von Durban nach Bandar Schahpur. Es gab keine Verluste, 61 Überlebende. Das Schiff gehörte zum Konvoi DN-21 mit elf Schiffen.
- Am 3. März 1943 wurde im Indischen Ozean der niederländische Tanker Tibia mit 10.356 BRT durch einen Torpedo beschädigt. Er fuhr in Ballast und war auf dem Weg von Durban nach Abadan. Keine Verluste. Das Schiff gehörte zum Konvoi DN-21 mit elf Schiffen.
- Am 3. März 1943 wurde im Indischen Ozean vor Port St. Johns (Südafrika) der britische Dampfer Nirpura (Lage) mit 5.961 BRT durch einen Torpedo versenkt. Er hatte 800 Maultiere sowie 39 Tierwärter an Bord und befand sich auf dem Weg von Durban nach Karatschi. Es gab 38 Tote und 88 Überlebende. Das Schiff gehörte zum Konvoi DN-21 mit elf Schiffen.
- Am 3. März 1943 wurde im Indischen Ozean ostnordöstlich von East London der britische Dampfer Empire Mahseer (Lage) mit 5.087 BRT durch einen Torpedo versenkt. Er hatte 2.000 t Manganerz geladen und befand sich auf dem Weg von Fanara und Durban über Bahia und Trinidad nach Baltimore. Es gab 18 Tote und 36 Überlebende. Das Schiff gehörte zum Konvoi DN-21 mit elf Schiffen.
- Am 4. März 1943 wurde im Indischen Ozean ostnordöstlich von East London der britische Dampfer Marietta E. (Lage) mit 7.628 BRT durch einen Torpedo versenkt. Er hatte 4.865 t Militärgüter sowie 194 t Zivilgüter geladen und befand sich auf dem Weg von New York über Durban nach Aden und Alexandria. Es gab fünf Tote und 40 Überlebende. Das Schiff gehörte zum Konvoi DN-21 mit elf Schiffen.
- Am 4. März 1943 wurde im Indischen Ozean der britische Dampfer Sheaf Crown (Lage) mit 4.868 BRT durch einen Torpedo beschädigt. Der Dampfer fuhr für die in Newcastle upon Tyne ansässige Shaef Steam Shipping Company und hatte sich dem Geleitzug DN 21 angeschlossen, der aus elf Schiffen bestand und am Tag vorher Durban verlassen hatte. Der Torpedo traf die Sheaf Crown um 3:46 Uhr morgens und löste ein Feuer aus, das sich rasch ausbreitete. Die Besatzung verließ das Schiff sofort, da aufgrund von explosiver Ladung eine erhebliche Gefahr für das Leben der Seeleute bestand. Drei Besatzungsmitglieder starben. Die 45 Überlebenden wurden durch das umgebaute Walfangschiff HMS Sondra, das als U-Bootjagdschiff fungierte, aufgenommen und zurück nach Durban gebracht. Die Sheaf Crown wurde in Schlepp genommen und nach London gebracht, wo sie repariert wurde.[2]
- Am 8. März 1943 wurde im Indischen Ozean der US-amerikanische Dampfer James B. Stephens (Lage) mit 7.176 BRT durch zwei Torpedos versenkt. Er hatte 960.000 leere Bierflaschen, 10.000 leere Pulverkanister, Arznei, 532 Sack Post sowie Effekten von in Nordafrika gefallenen südafrikanischen Soldaten an Bord. Es gab einen Toten und 62 Überlebende. Das Schiff war mit einer 5-Zoll- und einer 3-Zoll-Kanone sowie vier 20-mm-Flak bewaffnet.
- Am 11. März 1943 wurde im Indischen Ozean ostnordöstlich von Durban der britische Dampfer Aelybryn (Lage) mit 4.986 BRT durch drei Torpedos versenkt. Er hatte 7.935 t Stückgut geladen und war auf dem Weg von Kalkutta und Cochin über Durban nach Großbritannien. Es gab neun Tote und 32 Überlebende.

Am 28. April 1943 wurde U 160 von U 117 mit Treibstoff versorgt und setzte den Rückmarsch fort.
Nach 119 Tagen auf See hatte U 160 18.066,9 sm zurückgelegt und lief am 10. Mai 1943 um 19:39 Uhr in Bordeaux ein. Es hatte auf dieser Unternehmung sieben Schiffe mit 45.205 BRT versenkt und zwei Schiffe mit 15.033 BRT beschädigt.

### Fünfte Unternehmung
Das Boot lief am 28. Juni 1943 um 15:00 Uhr von Bordeaux aus. U 160 operierte im Mittelatlantik und östlich der Azoren. Das Boot wurde nach 16 Tagen in See am 14. Juli 1943 durch US-amerikanische Trägerflugzeuge versenkt. Auf dieser letzten Unternehmung konnten keine Schiffe versenkt oder beschädigt werden.

## Verbleib
Aufgrund der ausgeweiteten Operationsräume der deutschen U-Boote war es notwendig, einzelne Boote auf offener See zu versorgen, damit diesen die Anfahrt ins Operationsgebiet, bzw. die Rückkehr zum Stützpunkt möglich war. U 160 sollte am 14. Juli den U-Tanker U 487 dabei unterstützen, die in diesem Zeitraum das Seegebiet passierenden Boote der Gruppe Monsun zu versorgen, die in den südostasiatischen Seeraum beordert worden waren. U 160 wurde am 14. Juli 1943 im Mittelatlantik südlich der Azorischen Inseln, auf der Position 33° 54′ N, 27° 13′ W im Marine-Planquadrat DG 2399, durch eine Grumman F4F Wildcat und eine Grumman TBF Avenger der Squadron VC-29 des US-Geleitflugzeugträgers USS Santee durch einen akustischen Torpedo (Fido) versenkt. Es war ein Totalverlust mit 51 Toten. U 487 war bereits am Vortag versenkt worden.